# Палладий (Каминский)
Архиепископ Палладий (в миру Георгий Михайлович Каминский; 20 августа 1896, село Фёдоровка, Херсонская область — 6 июня 1978, Одесса) — епископ Русской православной церкви, архиепископ Житомирский и Овручский.

## Биография
Родился в семье священника. В 1917 году окончил Одесскую духовную семинарию.
17 июня 1920 года рукоположён в сан диакона, 20 июня — в сан священника. До 1935 года служил в разных приходах Херсонской и Одесской епархии (последнее место служения, с 1930 года — настоятель Никольского храма в городе Николаеве).
С 1935 по 1939 год работал слесарем, с 1939—1944 года — бухгалтером в гражданских учреждениях Николаевской области.
С 1944 года вновь на церковной службе — настоятель храма «Всех скорбящих радости» города Одессы.
12 апреля 1946 года епископом Херсонским и Одесским Сергием в Архангело-Михайловском монастыре города Одессы пострижен в монашество.
19 января 1947 года иеромонах Палладий возведён в сан архимандрита.
29 марта 1947 года в зале заседаний Священного Синода было совершено наречение архимандрита Палладия во епископа Полтавского и Кременчугского.
30 марта 1947 года в Московском Богоявленском кафедральном соборе хиротонисан во епископа Полтавского и Кременчугского. Хиротонию совершали: Патриарх Московский и всея Руси Алексий I, архиепископ Астраханский и Сталинградский Филипп (Ставицкий) и архиепископ Чкаловский и Бузулукский Мануил (Лемешевский).
С 15 ноября 1952 года епископ Волынский и Ровенский.
В 1954 году с группой архиереев был командирован в Румынию.
С 23 июля 1956 года — архиепископ Львовский и Тернопольский.
С 31 мая 1960 года — архиепископ Оренбургский и Бузулукский. На этом посту проявил себя как человек, покорно выполняющий предписания атеистической власти. В это время в СССР шла хрущевская антирелигиозная кампания. Уполномоченный Совета по делам Русской православной церкви П. А. Вдовин писал о Палладии:

«С первых же дней управления, [он] производит более благоприятное впечатление, чем его предшественник еп[ископ] Михаил. Он прислушивается к рекомендациям и, во всяком случае, не мешает осуществлять необходимые мероприятия. Он за прогресс в религии. „Вера, — говорит он, -сейчас гибко приспосабливается к обстановке и не отрицает достижения науки и техники“… Говорит, что в 1935 г. он самоликвидировался, но в 1944 г. его призвали и сказали, что нужно служить ради интересов Родины. Вот он и стал служить. Постоянно говорит, что он интеллигентный человек, положительно отнесся к вопросу о закрытии свечной мастерской. Человек он очень осторожный, не действует „в лоб“, как это делал еп[ископ] Михаил. Архиепископ Палладий не старается расширить церковную сеть и увеличить кадры духовенства, не замечается у него стремления к укреплению церквей, и даже издал распоряжение о сокращении количества хористов в хорах. В одной беседе я затронул вопрос о закрытии молитвенного дома в райцентре Илек, он не возражал»— Государственный архив Оренбургской области. Ф. 617. Оп. 1. Д. 387. Л. 19-20
Палладий действительно безуспешно ходатайствовал перед Московской патриархией в 1961 году о закрытии Оренбургской свечной мастерской, которая снабжала свечами не только Оренбургскую, но и другие епархии. Вообще архиерей проявлял пассивность, которая очень нравилась советским властям. Так, Уполномоченный П. А. Вдовин в 1962 году отмечал, что Палладий «какой-либо активности не проявляет, кроме собора г. Оренбурга ни в одной церкви области не был с начала своего пребывания».
С 14 мая 1963 года — архиепископ Рязанский и Касимовский.
с 5 февраля 1965 года — архиепископ Воронежский и Липецкий.
С 3 февраля 1968 года — архиепископ Житомирский и Овручский.
6 октября 1977 года ушёл на покой по состоянию здоровья. Проживал в Свято-Успенском монастыре города Одессы.
Скончался 6 июня 1978 года после тяжёлой болезни.